# Onthophagus secundarius
Onthophagus secundarius là một loài bọ cánh cứng trong họ Bọ hung (Scarabaeidae).